# Hayato Ikegaya
Hayato Ikegaya (池ヶ谷 颯斗 Ikegaya Hayato?, nacido el 30 de marzo de 1992 en Hokkaido) es un futbolista japonés que se desempeña como centrocampista.

## Trayectoria

### Clubes
| Club            | País  | Año    |
| --------------- | ----- | ------ |
| Mito HollyHock  | Japón | 2015   |
| Gainare Tottori | Japón | 2016 - |

## Estadística de carrera

### J. League
| Club            | Año   | J. League | J. League | Copa J. League | Copa J. League | Total | Total |
| Club            | Año   | Part.     | Goles     | Part.          | Goles          | Part. | Goles |
| --------------- | ----- | --------- | --------- | -------------- | -------------- | ----- | ----- |
| Mito HollyHock  | 2015  | 3         | 0         | -              | -              | 3     | 0     |
| Gainare Tottori | 2016  | 20        | 3         | -              | -              | 20    | 3     |
| Gainare Tottori | 2017  | 28        | 0         | -              | -              | 28    | 0     |
| Total           | Total | 51        | 3         | 0              | 0              | 51    | 3     |